# Qadah (Hohlmaß)
Qadah (arabisch قدح, DMG qadaḥ) war ein ägyptisches Volumenmaß. Es wurde zwischen dem kleinen und dem großen Qadah unterschieden.
- 1 Qadah (klein) = 0,94 Liter
  - 16 Qadah = 1 Waiba
  - 96 Qadah = 1 Irdabb
- 1 Qadah (groß) = 1,88 Liter
  - 8 Qadah = 1 Waiba
  - 48 Qadah = 1 irdabb

In neuerer Zeit ist nur noch ein Qadah amtlich festgelegt und die Werte sind: 
- 1 Qadah = 2,062 Liter
- 1 Qīrāt = 1/32 Qadah = 0,064 Liter